# Меша (приток Десны)
Меша или Мета (укр. Меша) — ручей, правый приток Десны, протекающий по Козелецкому району (Черниговская область, Украина).

## География
Длина — 28 или 15 км. Площадь бассейна — 239 км². Русло реки (отметки уреза воды) в среднем течении (село Моровск) находится на высоте 105,4 м над уровнем моря.
Русло сильно-извилистое. В верхнем течении реки на Бондаревском болоте русло выпрямлено в канал (канализировано) с сетью каналов.
Река берёт начало на Бондаревском болоте северо-западнее села Отрохи (Козелецкий район). Река течёт на юг, восток, вновь на юг, делает несколько крутых поворотов в приустьевой части. Впадает в Десну (на 103-км от её устья) непосредственно южнее села Рудня (Козелецкий район).
Пойма занята заболоченными участками с лугами и кустарниками, лесами (доминирование сосны). Река протекает по территории Межреченского регионального ландшафтного парка.
Крупных притоков не имеет.

## Населённые пункты
От истока к устью:
Козелецкий район
1. Отрохи
2. Моровск
3. Рудня